# Валя-Вінулуй (Сату-Маре)
Валя-Вінулуй (рум. Valea Vinului) — село у повіті Сату-Маре в Румунії. Адміністративний центр комуни Валя-Вінулуй.
Село розташоване на відстані 428 км на північний захід від Бухареста, 24 км на схід від Сату-Маре, 109 км на північ від Клуж-Напоки.

## Населення
За даними перепису населення 2002 року у селі проживали 836 осіб.
Національний склад населення села:
| Національність | Кількість осіб | Відсоток |
| -------------- | -------------- | -------- |
| румуни         | 830            | 99,3%    |
| угорці         | 6              | 0,7%     |

Рідною мовою назвали:
| Мова      | Кількість осіб | Відсоток |
| --------- | -------------- | -------- |
| румунська | 830            | 99,3%    |
| угорська  | 6              | 0,7%     |